# Argyria argyrostola
Argyria argyrostola là một loài bướm đêm trong họ Crambidae.